# Ruski Tyschky
Ruski Tyschky (ukrainisch Руські Тишки; russisch Русские Тишки Russkije Tischki) ist ein Dorf im Norden der ukrainischen Oblast Charkiw mit etwa 1900 Einwohnern (2004).
Die 1663 gegründete Ortschaft liegt am Ufer des Charkiw, einem 71 km langen Nebenfluss des Lopan 25 km nordöstlich von Charkiw.
Am 12. Juni 2020 wurde das Dorf ein Teil der neu gegründeten Landgemeinde Zyrkuny; bis dahin bildete es zusammen mit den Dörfern Petriwka (Петрівка), Ukrajinske (Українське) und Tscherkaski Tyschky (Черкаські Тишки) die Landratsgemeinde Ruski Tyschky (Русько-Тишківська сільська рада/Rusko-Tyschkiwkska silska rada) im Nordosten des Rajons Charkiw.

## Persönlichkeiten
Im Dorf kam 1863 der ukrainische Schriftsteller, Lehrer, Sprachwissenschaftler, Ethnograph und Politiker Borys Hrintschenko zur Welt.